# Антон Лебанов
Антон Лебанов е известен банатски българин, общественик, юрист, журналист и поет.

## Биография
Антон Лебанов е роден на 14 ноември 1912 г. във Винга, населено място в областта Банат – Румъния. Завършва гимназиално образование през 1921 г. в Пиаристкия лицей на Тимишоара, а висше със специалност право – в Университета на Клуж през 1935 г. Веднага започва адвокатска практика във Винга, както и да се изявява като поет и общественик и се включва в челния строй на будната патриотична интелигенция, а от 1933 г. – като журналист и политически деец на банатските българи. Местната и световна атмосфера е устремена към стопанско и духовно обновление, за оздравяване от погромите на Първата световна война и световната икономическа криза.
По време на учението си в лицея и университета Лебанов започва да пише поезия на своя роден диалект, който е признат за втори вариант на българския книжовен език. Първите му стихове са свързани с родния дом и природата, а през 1932 г. завършва голямата поема „Събуждане“. Активната обществена позиция го провокира да пише за „събуждането“ на банатските българи и осъзнаването им като малцинство. Лебанов е постоянен автор на вестник „Банатски български гласник“, издаван от Карол Телбизов, като от 1935 до 1940 г. е заместник, а до 1943 г. – главен редактор на този стожер на второто българското възраждане в Банат. Той е един от вдъхновителите и пряк участник във всички културни и политически начинания на българите в Румъния през 30-те и 40-те години на XX век. С много любов и преданост, влагайки всичките си интереси по история, философия, литература и изкуства, работи за активиране духа на героичните чипровчани. Тази духовна сила е съградена от вяра, просвета, свобода и християнска правда. В стихотворението му „Късата епопея“ четем:
| „                              | „Čarkvite u idno sas škulata Sa nášte pametnici na kulturata! Църквата, заедно с училището Са паметниците на културата ни!“ | “ |
| Антон Лебанов, „Късата епопея“ | |   |

Една от статиите на Антон Лебанов от 15 март 1936 г. е своеобразна програма за действие на банатското българско малцинство, за единство в „мисленето, усещането и работата“. Тази дейност се съпътства с издаването на вестници и книги, чиято цел е духовното възраждане и оцеляване.
| „                             | „Bil sam ti prez celata razdela verin Sas celutu mi sarce balgarin-palucenin! Ni sam te zabravil nikace, Milu rodnu mestu muje, makar ci sam te napusnal jos na mladini za tuj te mola nide mi se sardi i mi prusti…“ | “ |
| Антон Лебанов, „Ода за Винга“ | |   |

Неуморната му дейност е не само културна и просветна. Лебанов участва в състава на делегацията на банатските българи и в проведения Първи извънреден конгрес на представителите на българите, населяващи всички покрайнини на Румъния на 21 и 22 май 1936 г. в Букурещ. Двамата с Карол Телбизов са избрани в Изпълнителния комитет. През 1939 г. възникват условия да бъде създаден организационен комитет на Българското народно общество в Банат с председател Петър Телбис, подпредседател Антон Лебанов и секретар Карол Телбизов. Исканията на банатските българи са изложени в меморандум и гласят: кметовете, назначавани в българските селища, да бъдат българи; да се въведе български език в началното училище в селищата с българско население; да се довърши аграрната реформа и се оземлят всички правоимащи; да се създаде във Винга земеделско училище с преподаване на български език и др.
Антон Лебанов има голям принос за освобождаването на 1145 българи от Вардарска Македония, Западните български земи и Войводина, пленени през април 1941 г. от германската армия, които заедно с войниците от различни националности в тогавашна Югославия са затворени във военнопленнически лагер край Тимишоара в Румъния. Той се среща с коменданта на лагера и поставя въпроса за свободата на българите, осъществява връзка с българското правителство и организира изхранването на военнопленниците – българи до изпращането им по родните места, подпомаган от съпругата си и доброволци около нея.
Антон Лебанов идва в България с последната голяма преселническа вълна през 1943 г., по силата на Крайовския договор от 1940 г., за да избегнат пращането им на Източния фронт. Настанява се в София и работи в дирекция „Печат“ в Министерство на информацията, в Българската телеграфна агенция като редактор с унгарски и румънски език и кореспондент на румънската агенция „Аджерпрес“. За дългогодишната си дейност в БТА получава наградата „Златно перо“, а от унгарската телеграфна агенция MTI – отличието „Почетен член“. При едно от честванията на Чипровското въстание е награден с медал „Петър Парчевич“. През 2002 г. Държавната агенция за българите в чужбина награди Антон Лебанов със своя паметен медал „Иван Вазов“ за неговата цялостна културна и обществена дейност. До сетните си сили не е прекъсвал литературната, историческата и изследователската си активност в чипровчански дух. Ценителите му от Банат, които през 2006 г. издадоха лиричния му сборник „Младежки спомени“, в последните му дни го уведомиха, че е готов за печат неиздаден негов труд.
Докато беше с жизнени сили, той и семейството му бяха изтъкнато практикуващи католици. Дори в най-злото тоталитарно време, когато това беше опасно за работата му.
| „                                   | „Zafálnust gulema na katoličánskata vera Či dné s nácijata mu ij ustánala cela. Dnés sinca izkázvami véčna fála, Za po-gulema Božja sláva!“ "Голяма благодарност на католическата вяра, Че днес нацията ни е запазена. (касае банатските българи) Днес всички изказваме вечна благодарност, За по-голяма Божа слава!” | “ |
| Антон Лебанов, „Вечна благодарност“ | |   |

Погребението се извършва в католическия параклис „Свети Франиск от Асизи“ в Централните софийски гробища на 4 март 2008.